# Подкидыш
Подкидыш — ребёнок, анонимно оставленный законными представителями на попечение третьих лиц или организаций, вследствие нежелания исполнения в отношении него обязанностей по воспитанию и содержанию или отсутствие возможности его содержать и воспитывать.

## Аспекты явления
Само слово выражает сразу несколько аспектов этого явления. Оно, во-первых, означает, что ребёнка бросили на произвол судьбы в расчёте на чьё-то милосердие. Во-вторых, что дитя оставлено — либо в доме, либо в учреждении, либо перед дверью оных — без какого-либо согласия со стороны новых опекунов.

## Аналоги в живой природе
В природе так поступают кукушки: самка этого семейства откладывает яйцо в гнезда других птиц, когда те находятся в отлучке.
Поэтому подкидыш и «кукушонок» иногда употребляются как синонимы.

## См. также

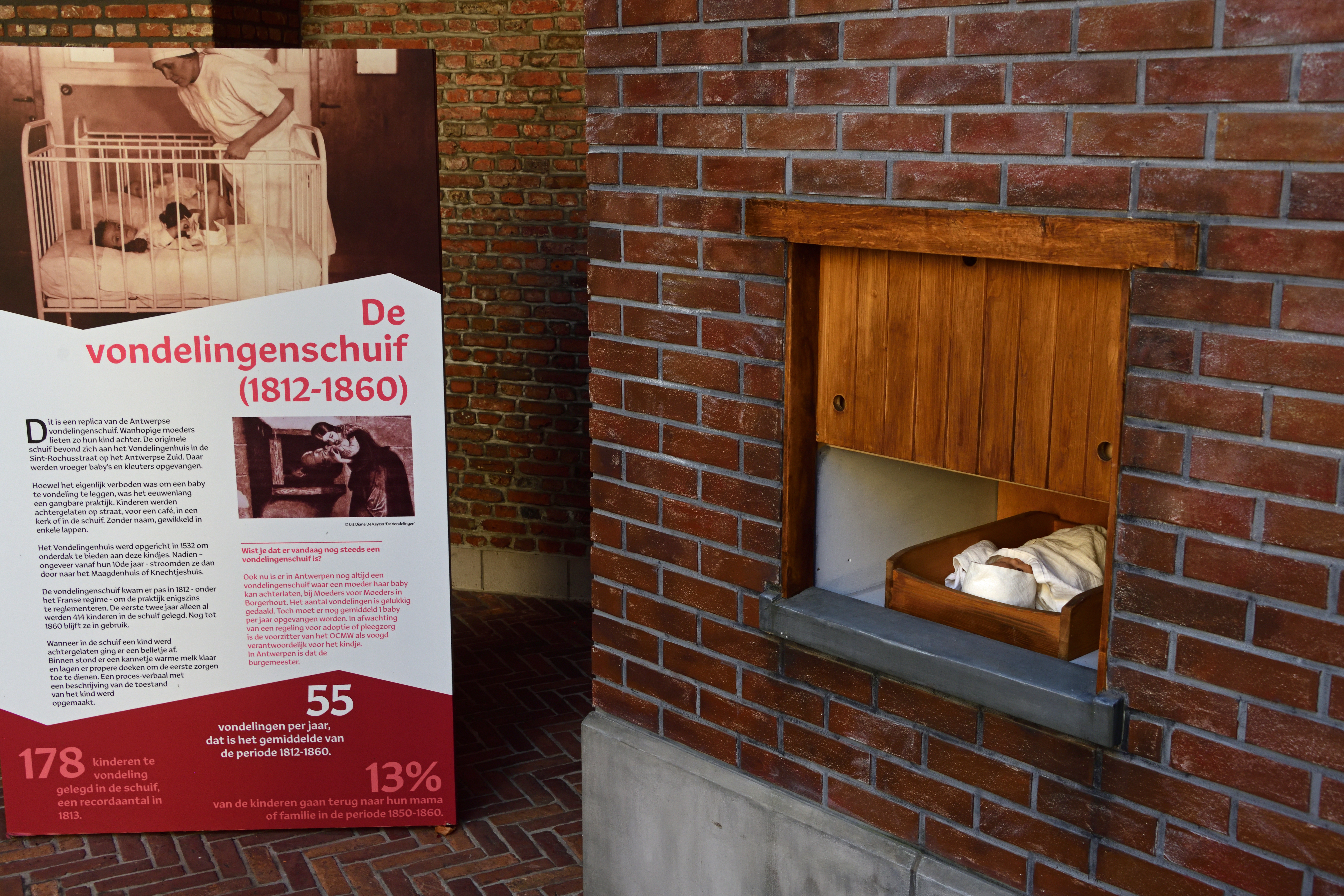
Реплика французской «вертушки для подкидышей». Оригинальная функционировала с 1812 по 1860 года. За первые два года эксплуатации было оставлено 414 ребёнка